# The Phenomenal Handclap Band
The Phenomenal Handclap Band er en gruppe fra USA.
| Musikgruppe | Spire Denne artikel om en amerikansk musikgruppe er en spire som bør udbygges. Du er velkommen til at hjælpe Wikipedia ved at udvide den. |